# 232409 Dubes
232409 Dubes este o planetă minoră (asteroid) din centura de asteroizi. A fost descoperită pe 4 martie 2003 la observatoire de Saint-Véran⁠(d) de observatoire de Saint-Véran⁠(d). 
Obiectul prezintă o orbită caracterizată de o semiaxă mare de 2,3678276104118 UAi, o excentricitate de 0,21, o înclinație de 7 ° în raport cu ecliptica.